# Zábiedovo
Zábiedovo je naseljeno mjesto u okrugu Tvrdošín u Žilinskom kraju u Slovačkoj.

## Stanovništvo
| Godina:     | 1993. | 2003.   | 2013.   | 2023.    |
| ----------- | ----- | ------- | ------- | -------- |
| Broj ljudi: | 737   | 781     | 812     | 952      |
| Razlika:    |       | +5,97 % | +3,96 % | +17,24 % |

| Godina:     | 2022. | 2023.   |
| ----------- | ----- | ------- |
| Broj ljudi: | 942   | 952     |
| Razlika:    |       | +1,06 % |

Prema podatcima o broju stanovnika iz 2023. godine naselje je imalo 952 stanovnika.

## Vanjske poveznice
|  | Zajednički poslužitelj ima još gradiva o temi Zábiedovo |

- Službena stranica naselja (sl.)